# NBC偵察車両
NBC偵察車両（Nuclear, Biological, and Chemical Reconnaissance VehicleまたはChemical, Biological, Radiological and Nuclear Reconnaissance Vehicle）は、核兵器（放射能兵器）・生物兵器・化学兵器などの兵器に汚染された地域において偵察活動を行い、その汚染状況を検知・観測する車両。正規戦向けに開発された機材ではあるが、化学テロや生物テロへの対応も可能である。

## 概要
化学兵器である毒ガスは第一次世界大戦より大規模に用いられるようになったが、その検知は視覚や嗅覚、および小動物の反応に頼っていた。この方法は技術的に未熟であり、使用された毒ガスの種類や濃度、汚染地域の判定は困難であった。毒ガスの種類や濃度、汚染地域の判定が困難なことにより除染・防御作業も難しいものとなった。
第二次世界大戦においては、ガスの検知器材を車両に搭載し、搭載した器材により検知を行うようになった。これはガスのみに対応したものであったが、大戦後に核兵器の開発や各種技術の発達とともに、NBC兵器に対応するNBC偵察車両として発展することとなった。

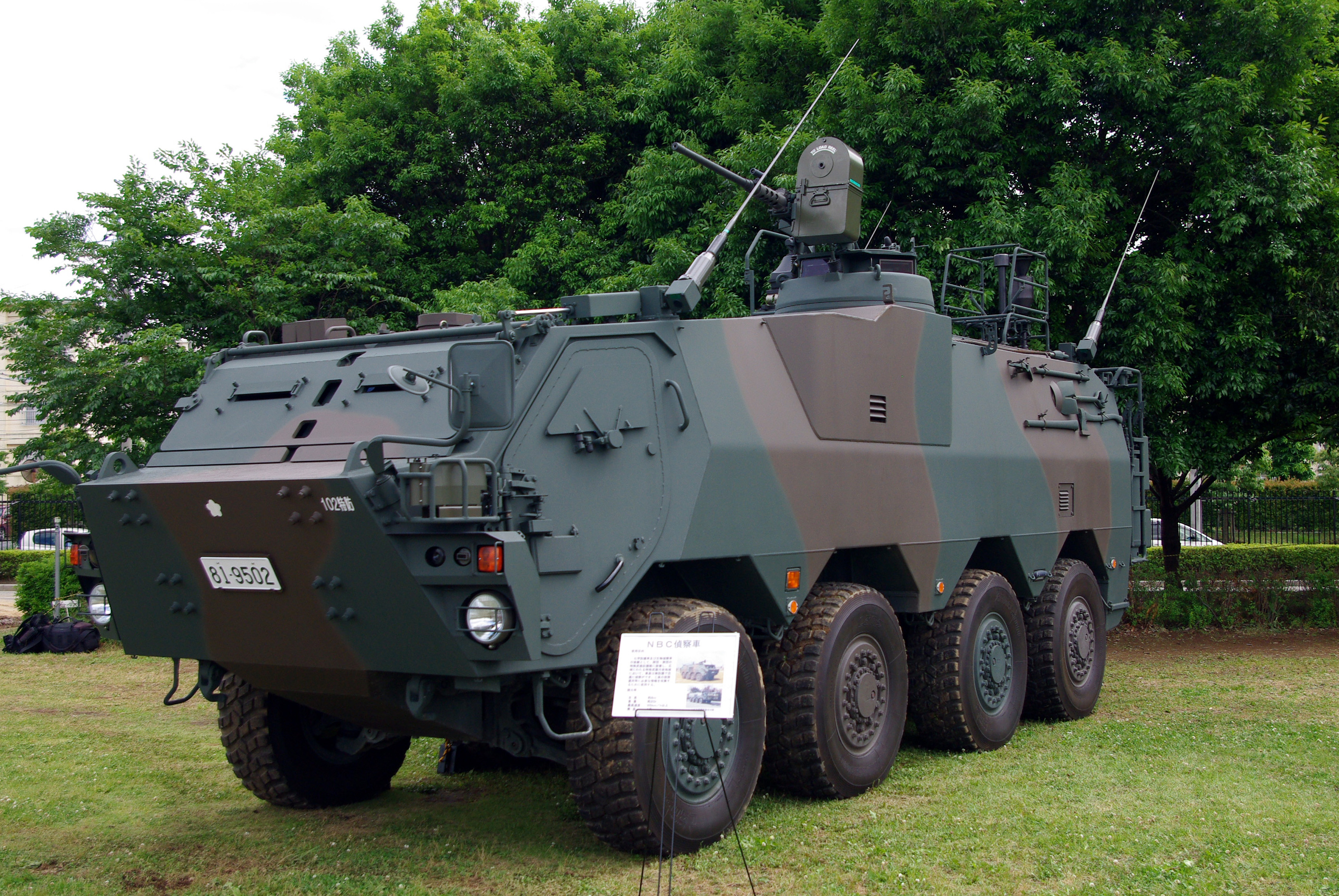
陸上自衛隊のNBC偵察車

現代のNBC偵察車両の特徴としては、高度な密閉性を持ち、汚染された車外状況について、検知・観測を行うことができる。車両内部には各種の検査機器を搭載し、センサー部は車外にある。高度な密閉性を有しているために車内は汚染されず、乗員は防護服を着用せずとも比較的安全に検知作業を行うことができる。主なセンサーとしては毒ガス検知器や放射線測定器などであり、バイオテクノロジーの進展に伴い、生物兵器探知機器も搭載されつつある。武装は自衛兵器程度であり、重装甲もなされていない。正規戦における状況によっては、通常は前線後方に待機しているものの、敵の攻撃後に迅速に前線へ出動する必要があるため、機動力は重視される。また、友軍部隊との汚染状況の情報共有のための通信能力も必要となっている。
なお、装甲兵員輸送車の改設計により開発されることもあることや車両よりも検知器材が重視されることから、NBC偵察車両（NBC Reconnaissance Vehicle）ではなく、NBC偵察システム（NBC Reconnaissance System）という考えが出てきている。また、検知の安全性を高めるため、遠隔観測や無人車両の開発・実用化が行われている。

## 主なNBC偵察車両
日本
- 化学防護車
- 生物偵察車
- NBC偵察車

 ドイツ
- M93 Fox（フクス装甲兵員輸送車のNBC偵察仕様）

 アメリカ合衆国
- M1135 NBC RV（ストライカー装甲車のNBC偵察仕様）